# Monika Kaserer
Monika Kaserer, avstrijska alpska smučarka, * 11. maj 1952, Neukirchen am Großvenediger.
Nastopila je na olimpijskih igrah 1972 in 1976, kjer je bila šesta v veleslalomu, sedma v slalomu in deveta v smuku. Na svetovnih prvenstvih je osvojila bronasti medalji v kombinaciji leta 1974 in smuku leta 1978. V svetovnem pokalu je tekmovala dvanajst sezon med letoma 1969 in 1980 ter dosegla deset zmag in še 32 uvrstitev na stopničke. V skupnem seštevku svetovnega pokala se je najvišje uvrstila na drugo mesto v letih 1973 in 1974, v letih 1976 in 1977 pa je bila tretja. Leta 1973 je osvojila tudi veleslalomski mali kristalni globus, trikrat je bila v tej razvrstitvi druga in dvakrat tretja, enkrat je bila tretja tudi v slalomskem seštevku.